# Brachys catharinae
Brachys catharinae es una especie de escarabajo barrenador metálico del género Brachys, categorizada en la tribu Trachyini, de la subfamilia Agrilinae.

## Taxonomía
Fue descrita científicamente por Obenberger en 1917.
Tratamiento taxonómico
La especie aparece registrada y publicada en Analecta III. (Fam. Buprestidae). Neue Beiträge zur Systematischen Insektenkunde 1:60-63. (1917).